# Каршига-Аул
Каршига-Аул (рос. Каршыга-Аул) — село у Шелковському районі Чечні Російської Федерації.
Населення становить 479 осіб (2019). Входить до складу муніципального утворення Каршига-Аульське сільське поселення.

## Історія
Згідно із законом від 14 липня 2008 року органом місцевого самоврядування є Каршига-Аульське сільське поселення.

## Населення
| 1990 | 2002 | 2010 | 2012 | 2013 | 2014 | 2015 |
| ---- | ---- | ---- | ---- | ---- | ---- | ---- |
| 801  | ↘529 | ↗553 | ↘546 | ↘514 | ↘513 | ↘505 |
| 2016 | 2017 | 2018 | 2019 |      |      |      |
| ↘495 | ↘490 | ↗492 | ↘479 |      |      |      |